# Cities: Skylines
Cities: Skylines este un joc video de construit orașe dezvoltat de Colossal Order și distribuit de Paradox Interactive. Obiectivul jucătorului este construirea unui oraș prin gestionarea infrastructurii publice: drumuri, servicii publice, alimentare cu apă și electricitate etc. În calitate de primar, jucătorul are controlul asupra unui buget care îi permite să investească în aceste construcții și trebuie să gestioneze politicile orașului pentru a satisface locuitorii și a atrage turiști.
Cities: Skylines este și o comunitate de gaming cu numeroase canale de social media, forumuri, wiki-uri și alte spații pentru comunicare și networking.
De-a lungul timpului, jocului i-au fost adăugate mai multe expansion pack-uri, ultimul (Sunset Harbor) fiind lansat în mai 2020.
Jocul a fost lansat pentru sistemele de operare Windows, macOS și Linux în 2015. Ulterior, Tantalus Media a sprijinit Paradox Interactive cu portarea jocului la consolele Xbox One și PlayStation 4 în 2017 și Nintendo Switch în 2018. Jocul a primit recenzii pozitive din partea criticilor și a fost un succes comercial, cu peste șase milioane de exemplare vândute pe toate platformele până în martie 2019.